# Methwold
Methwold är en ort och civil parish i Storbritannien.   Den ligger i grevskapet Norfolk och riksdelen England, i den sydöstra delen av landet, 120 km norr om huvudstaden London. Methwold ligger 18 meter över havet och antalet invånare är 1 476.
Terrängen runt Methwold är platt, och sluttar västerut. Runt Methwold är det ganska tätbefolkat, med 144 invånare per kvadratkilometer. Närmaste större samhälle är Brandon, 9,6 km sydost om Methwold. I omgivningarna runt Methwold växer i huvudsak blandskog.